# Oak Ridge National Laboratory
Oak Ridge National Laboratory (ORNL), beliggende i Oak Ridge, Tennessee, USA, er et amerikansk forsknings- og teknologicenter, som samarbejder  med Tennessee University og Battelle Memorial Institute (UT-Battelle).
Centeret bliver administreret af det amerikanske energiministerium.
Centret blev oprettet i 1943 i forbindelse med Manhattan-projektet. Det beskæftiger videnskabsmænd samt ingeniører, som udfører basale og videregående studier i forbindelse med udvikling af nationens behov for ren vedvarende energi, opretning og beskyttelse af naturen samt bidrager til den nationale sikkerhed.
Laboratoriet blev ved oprettelse, udvikler og producent af isotoper.